# Monument aux morts de Vichy
Le monument aux morts est situé à Vichy (France).

## Localisation
Le monument aux morts est situé sur la commune de Vichy, square du Général-Leclerc, dans le département de l'Allier, en région Auvergne-Rhône-Alpes.

## Description
Le monument aux morts de Vichy s'élève au milieu du square du Général-Leclerc, au cœur du quartier thermal, au plus proche des grands hôtels. Il se compose d'un bloc de granit en forme de podium, qui sert de support à deux sculptures en bronze : un bas-relief pyramidal adossé contre la face verticale de la structure de pierre et une statue géante qui couronne le gradin central. Le bas-relief met en scène un assaut réunissant en une immense fresque un large échantillon d'unités et de soldats qui participèrent aux combats.

## Historique
Le monument est inscrit au titre des monuments historiques par arrêté du 13 mars 2019.